# ويندكس
ويندكس هو منظف زجاج صلب. تم اختراعه بواسطة شركة دراكيت في عام 1933 وتم تسويقه على مدار العقود الفاصلة. تم بيعه في الأصل في عبوات زجاجية قبل إضافة عبوات بلاستيكية ومعدنية بمرور الوقت.
باع دراكيت منتج ويندكس إلى بريستول مايرز في عام 1965. حصلت شركة SC جونسون والابن على شركة ويندكس في عام 1993 وتقوم بتصنيعها منذ ذلك الحين.
كان لون ويندكس الأصلي ملونًا وشفافًا باللون الأزرق. اليوم، هناك أنواع مختلفة تسويقها في عدة ألوان (المحيط طازجة الأزرق، وأشعة الشمس الليمون والحمضيات البرتقال) والعطور (باقة الربيع، الضباب المحيط، الخزامى وشجرة الشاي)، مع عدد من الإضافات مثل الخل والليمون والليمون، أو البرتقال عصير.

## روابط خارجية
- موقع ويندكس الرسمي
- سلامة المواد المنزلية المشتركة وصحائف البيانات